# Espurio
Espurio es sinónimo de ilegítimo, bastardo, adulterado, falsificado, imitado, fraudulento, falso, entre otros. En el lenguaje jurídico y el DLE queda definido como «hijo nacido de mujer soltera o viuda y de padre incierto o no conocido». Procede del latín spurius; es, pues, errónea la forma "espúreo", que escriben por ultracorrección incluso personas cultas.

## Origen del término
Entre los romanos se notaba con las dos letras iniciales S.P. que significa Sine Pater. La palabra espurio viene de una voz griega que significa semen y se aplica al hijo de padre no conocido. Del espurio se dice que no teniendo padre alguno, tiene muchos.
En derecho romano, spurius es el término utilizado para el niño que no proviene de un iustum matrimonium, es decir, nacido fuera del matrimonio. El espurio y su madre estaban emparentados cognáticamente bajo la ley clásica; existían entre ellos derechos de herencia y de alimentos. El espurio no estaba ni cognática ni agnáticamente relacionado con su padre y no tenía derecho a recibir alimentos. Su status libertatis y civitatis, es decir, su libertad y estado civil, siguió el estado de su madre. Dado que el espurio se consideraba jurídicamente independiente (sui iuris) desde su nacimiento, no estaba sujeto a la Patria potestad.
Por derecho canónico se llaman espurios los que nacen fuera de matrimonio y de padres que no podían casarse al tiempo de la concepción o al del nacimiento y por derecho romano se da esta denominación no solo a los que no tienen padre cierto, sino también a los que lo tienen, pero no pueden honestamente nombrarle, por ser fraile o clérigo o pariente cercano de la madre o por estar casados esta o aquel o los dos con otras personas. El mismo derecho de las Partidas conviene también con el canónico y el romano, pues a pesar de las dos leyes más arriba citadas, sentaba la ley 5, tít. 14, Part. 4, que hijo spurio quiere tanto decir como fornezino, esto es, nacido de adulterio, incesto o monja, como explica la ley 1, tít. 10, Part. 4. En las Partidas (ley 11, tít. 13, Part. 6)se cita así «espurio es llamado el que nació de mujer puta, que se da a muchos».[cita requerida]
En matemáticas, específicamente en estadística, ‘espurio’ es la situación en que las medidas de dos o más variables están relacionadas estadísticamente pero no posee una relación de casualidad o coincidencia.[cita requerida]